# United-Airlines-Flug 232
Am 19. Juli 1989 kam es an einer McDonnell Douglas DC-10-10 auf dem United-Airlines-Flug 232 (Flugnummer: UA232 bzw. UAL232) zu einem Schaden im hinteren Triebwerk, wodurch die Hydraulik vollständig ausfiel. Das Flugzeug der United Airlines, das sich auf einem Linienflug von Denver nach Philadelphia befand, konnte daraufhin nur noch mittels Variation des Schubs der verbliebenen zwei Triebwerke gesteuert werden. Die Maschine kam bei der Notlandung auf dem Sioux Gateway Airport (Iowa) von der Landebahn ab, wobei 110 der 285 Passagiere und eine Flugbegleiterin das Leben verloren. Zu den Opfern gehörte unter anderem der bekannte Chemiker John Kenneth Stille.
Aufgrund der außergewöhnlichen fliegerischen Leistung der Besatzung und eines DC-10-Fluglehrers, der zufällig an Bord der Maschine war, überlebten 175 der Passagiere und zehn Besatzungsmitglieder den Unfall. Durch die Ausnutzung und Koordination aller verfügbaren Hilfsmittel während der Notsituation gilt der Zwischenfall als exzellentes Beispiel für ein erfolgreiches Crew Resource Management (CRM).

## Verlauf
Die Maschine (Luftfahrzeugkennzeichen: N1819U) startete um 14:09 Uhr CDT (Central Daylight Time) vom Stapleton International Airport in Denver und sollte mit einem Zwischenstopp auf dem O’Hare International Airport in Chicago zum Philadelphia International Airport in Philadelphia fliegen. Durch eine Werbeaktion der Fluggesellschaft konnten Kinder praktisch kostenlos mitfliegen. Um 15:16 Uhr zersplitterte das Fanlaufrad (fan disk) im Hecktriebwerk. Die Ummantelung des Triebwerks hielt den auseinanderfliegenden Trümmern nicht stand. Einige Teile des Flugzeugs, die beim Bruch des Fanlaufrades abgebrochen waren, wurden Monate später in Feldern entlang der Flugstrecke gefunden. In der Folge zerstörten die Trümmer auch die drei voneinander unabhängigen Hydraulik-Systeme der Maschine.
Kapitän Alfred C. Haynes und seine Crew bemerkten bald, dass das Triebwerksversagen auch alle hydraulisch betriebenen Steuerelemente nahezu unbrauchbar gemacht hatte. Da der gleichzeitige Ausfall sämtlicher Hydrauliksysteme vom Hersteller für unmöglich gehalten worden war, gab es zur sicheren Steuerung des Flugzeuges kein Mittel mehr. Deshalb konnten es die Piloten nicht dauerhaft in einer stabilen Lage halten, und das Flugzeug neigte sich im Folgenden stark nach rechts. Ursächlich dafür waren Beschädigungen am Höhenleitwerk, aus dem Stücke herausgeschlagen wurden. Schließlich fand die Besatzung heraus, dass das Flugzeug mit Hilfe des Schubs der zwei verbliebenen Triebwerke an den Tragflächen noch begrenzt zu steuern war. An diesem Punkt bot Dennis E. Fitch (1942–2012), ein DC-10-Fluglehrer, der privat als Passagier mitflog und nicht zur Besatzung gehörte, seine Hilfe an. Als Aufgabe wurde ihm die Steuerung des Flugzeugs durch die Benutzung der Schubhebel übertragen; Fitch hockte sich hierzu hinter die Mittelkonsole, von wo aus er den linken Schubhebel mit der linken Hand und den rechten mit der rechten Hand entsprechend differenziert und feinfühlig bedienen konnte. Inzwischen hatte man Luftnotlage erklärt und mit der Flugsicherung die Notlandung am Sioux Gateway Airport vereinbart. Ursprünglich war die Landung auf der 2.743 Meter langen Landebahn 31 geplant. Zunehmende Schwierigkeiten bei der Steuerung erforderten eine Landung auf der kürzeren und inaktiven Landebahn 22 mit 2.012 m Länge und mit weniger Möglichkeiten zum Manövrieren, jedoch viel freiem Raum am Ende der Piste. Die in Stellung gebrachten Rettungsmittel mussten umgestellt werden.
Fitch übernahm auch während des Anfluges auf den Flughafen die Steuerung durch passendes Abstimmen der Triebwerksleistung. Da das Flugzeug sich im Endanflug auf Grund der Beschädigungen des Leitwerks nach rechts neigte, berührte der Randbogen der rechten Tragfläche zuerst die Landebahn. Daraufhin schleuderte die Maschine nach rechts, brach auseinander und überschlug sich. Das Cockpit wurde abgerissen, genauso auch der vordere und hintere Teil des Rumpfes. Der Mittelsektor des Rumpfes fing Feuer. In ihm starben die meisten der Opfer.

## Leistung der Besatzung
Bei anschließenden Rekonstruktionen der äußeren Umstände des Unfalls in Flugsimulatoren ist es auch erfahrenen Piloten nicht gelungen, die großen fliegerischen Leistungen Fitchs und Kapitän Haynes’ Crew bei der Steuerung des Flugzeuges mittels Änderung des Triebwerksschubes bis zur Landebahn zu wiederholen. Selbst die Werkstestpiloten im Simulator kamen nicht näher als 10 Meilen an den Flughafen heran, bevor sie die Kontrolle über das Flugzeug verloren.
Nach Angaben von Fitch versuchten Testpiloten am Simulator des Trainingszentrums in Denver, eine DC-10 ohne Hydraulik bzw. gemäß der Daten des Flugschreibers zurück zum Flughafen zu fliegen. Nach 28 Fehlversuchen sei man auf Fitch zurückgekommen, der ihnen gesagt habe, wie sie vorgehen sollten; erst danach hätten sie im 29. Versuch das Flugzeug landen können.

## Gründe

Ein Foto des verunglückten Flugzeugs, die beschädigten Stellen sind markiert.

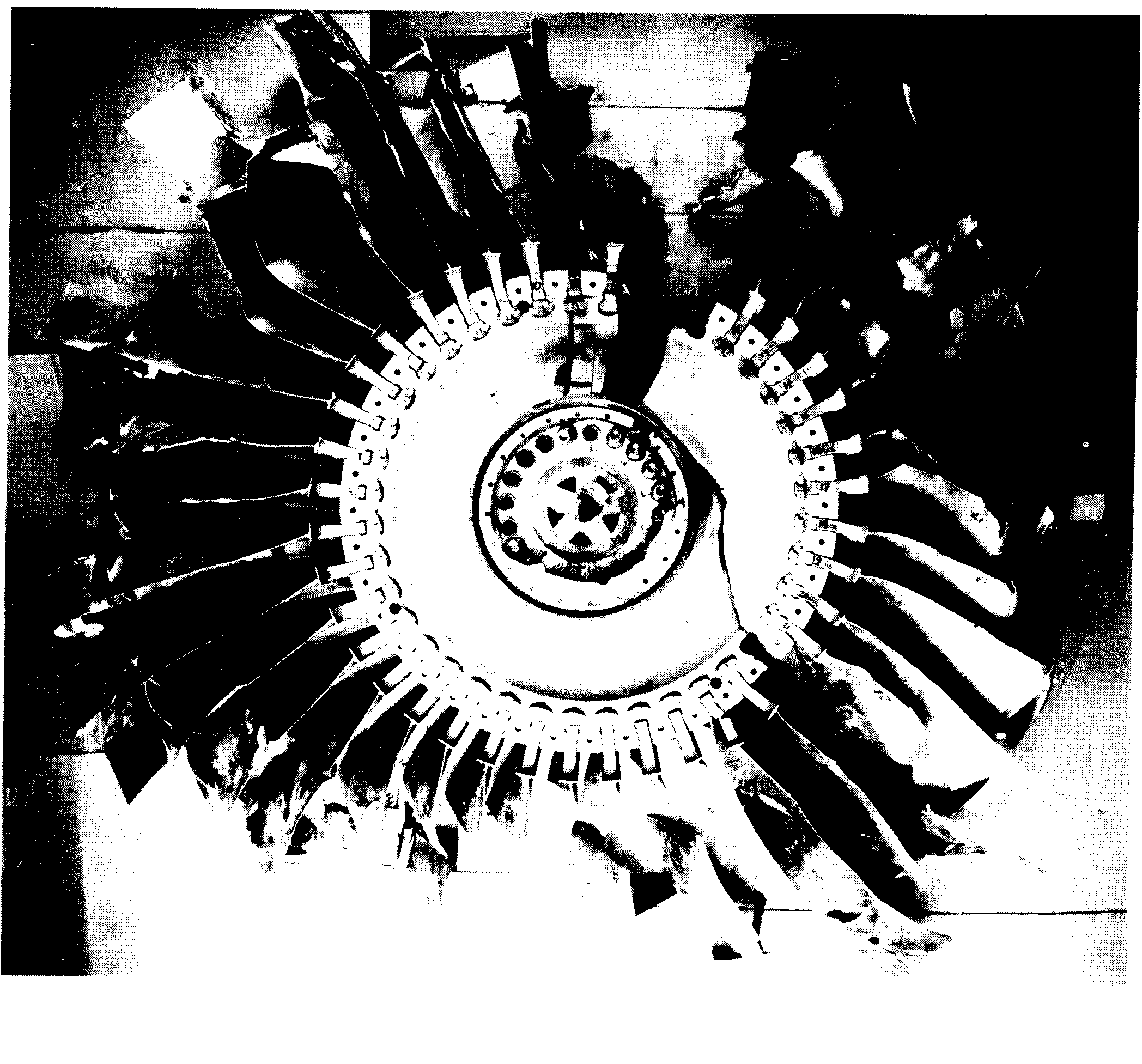
Das geborgene Fanlaufrad des Hecktriebwerks von UAL 232. Der Bruch ist klar zu sehen.

Zu dem Bruch des 17 Jahre alten Fanlaufrades kam es, so ergaben eingehende Untersuchungen, weil bei der routinemäßigen Wartung der Maschine durch die Fluggesellschaft ein bereits bestehender Ermüdungsriss nicht entdeckt worden war. Dieses Versäumnis wiederum ergab sich daraus, dass United Airlines ihr Wartungspersonal für diese besondere Inspektion nicht ausreichend geschult hatte und moderne zerstörungsfreie Werkstoffprüfmethoden wie Ultraschall und Wirbelstrom noch nicht ausreichend weit entwickelt waren. Die Hauptursache des Risses lag in einer Materialfehlstelle (Lunker) im Laufrad und war auf das metallverarbeitende Zulieferwerk zurückzuführen.
Es stellte sich heraus, dass es bei der Herstellung der Halbzeuge für die Titan-Fanlaufräder zu einem Materialfehler gekommen war. Stickstoffgas, das die Teile verunreinigt, war nicht beseitigt worden. Titan bindet Stickstoff in der Schmelze sehr leicht. Wenn man diese Verunreinigung nicht verhindert, kann dies im Lauf der Zeit zu einem systematischen Abfall der Metallhärte führen – bis hin zum Versagen. Neuere Serienfertigungen benutzen eine dreifache Vakuum-Schmelz-Methode, um dem vorzubeugen. Bei der anschließenden Untersuchung entdeckte man in anderen Flugzeugen noch einige Titan-Fanlaufräder aus derselben Serie. Auch diese wiesen schon Anfangssymptome des Teiledefekts auf.
Als Folge des Unfalls wurden andere Flugzeuge so modifiziert, dass zusätzliche Sicherheitseinrichtungen eingebaut wurden, mit denen zumindest einige der Steuerelemente bedient werden können, selbst wenn alle drei Hydrauliksysteme ausfallen (Single Point of Failure).

## Erhöhte Überlebenschancen

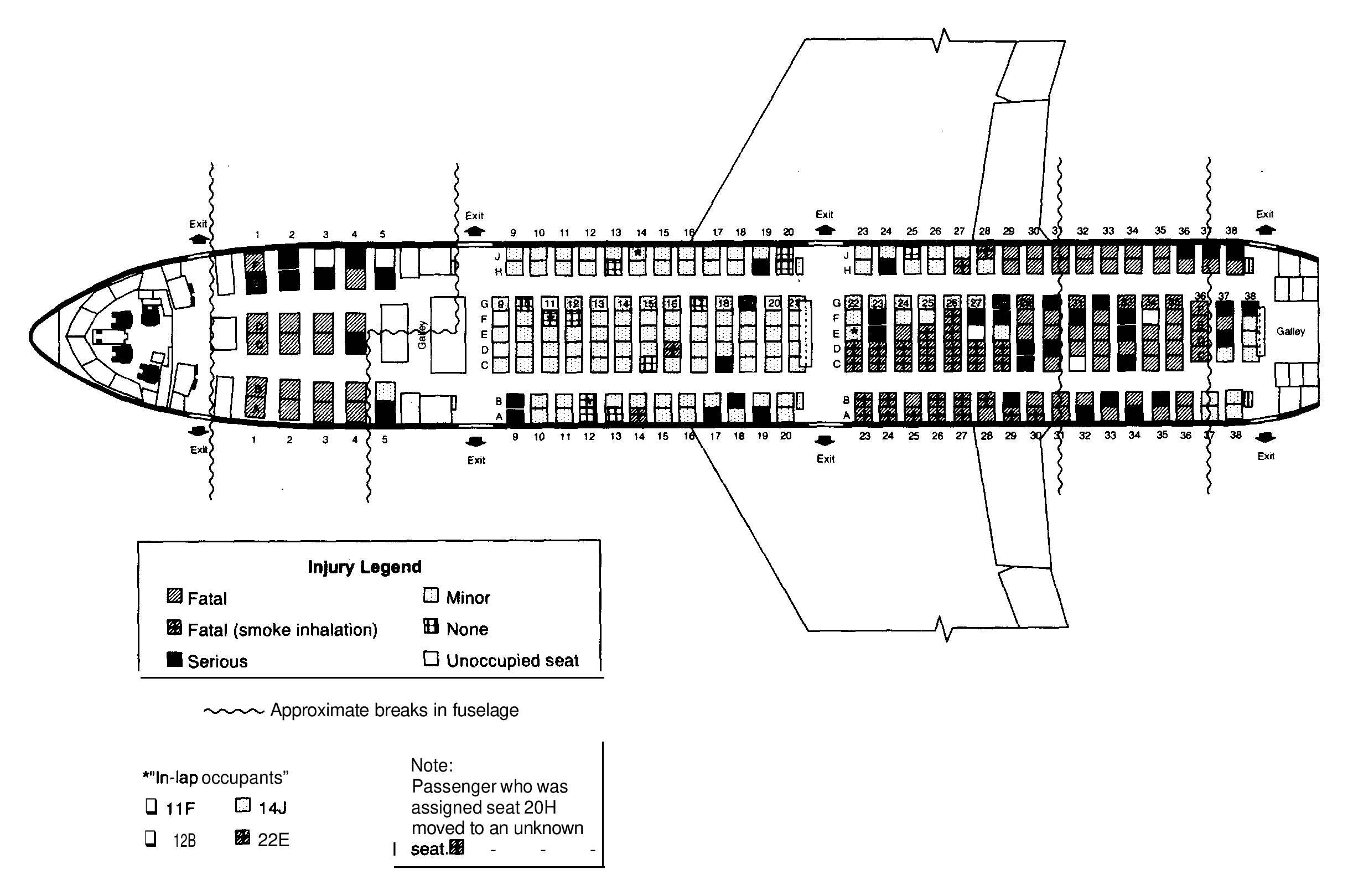
Positionen und Verletzungen der Passagiere laut Bericht der NTSB

Von den 296 Personen an Bord der Maschine starben 111 (darunter 11 Kinder) während der Landung oder erlagen später ihren Verletzungen. 185 Personen überlebten den Unfall jedoch. Kapitän Haynes nannte später drei ausschlaggebende Faktoren, die die Überlebenschancen erhöhten und die alle mit dem konkreten Zeitpunkt des Unfalls zu tun hatten:
- Der Unfall ereignete sich bei Tageslicht und bei stabilen Wetterverhältnissen.
- Der Unfall ereignete sich während eines Schichtwechsels, und zwar sowohl bei der Unfallklinik für das Gebiet um Sioux City als auch bei der Spezialklinik für Brandverletzungen – dadurch stand mehr medizinisches Personal zur Versorgung der Verletzten zur Verfügung.
- Der Unfall ereignete sich, als die Nationalgarde von Iowa von Berufs wegen auf dem Sioux Gateway Airport war, so dass 285 Fachkräfte bei der Versorgung und beim Abtransport der Verletzten helfen konnten.

Weitere Gründe waren, dass die Rettungskräfte ausreichend Zeit hatten, sich in Position zu bringen, und unmittelbar nach dem Absturz zur Stelle waren. Zudem bewährte sich das Zusammenspiel des „Drei-Staaten-Rettungsnetzwerkes“, das zuvor in Übungen des Katastrophenkomitees unter der Leitung von Gary Brown trainiert worden war: Exakt der Fall einer Notlandung eines Großraumflugzeuges auf der inaktiven Piste 22 war zwei Jahre vor dem Anflug von UA232 geübt worden. Die eingeübte Rettungskette sämtlicher verfügbarer Einsatzkräfte aus drei Bundesstaaten funktionierte vorbildlich und das war ursächlicher Grund für die große Anzahl der Überlebenden.
Der wichtigste Grund war jedoch der, dass es der Besatzung unter der Leitung Kapitän Haynes gelang, das Flugzeug überhaupt über eine so lange Zeit in der Luft stabil zu halten und den Flugplatz noch zu erreichen.

## Die Gedenkstätte von 1994
Zum Andenken an die heldenhaften Rettungsbemühungen, die von der Stadt Sioux City nach dem Unfall gezeigt wurden, stellte man eine Statue auf, die Oberst Dennis Nielsen zeigt, der den dreijährigen Überlebenden Spencer Bailey in Sicherheit bringt (Koordinaten: 42° 29′ 20,5″ N, 96° 24′ 36,3″ W). Die Gedenkstätte gehört zu einem Neubaugebiet am Ufer des Missouri River. Man erreicht sie über eine Allee, an der Gedenktafeln angebracht sind, die an die Opfer des tragischen Ereignisses erinnern.

## Berichterstattung und Rezeption
Der Unfall ist einer der am meisten beachteten in der amerikanischen Luftfahrtgeschichte, da ein in der Nähe des Rollfeldes befindliches Fernsehteam des Lokalsenders KTIV den Landeversuch der Maschine filmte.
Das Ereignis ist Thema eines Fernsehfilms aus dem Jahr 1992 mit dem Titel „Katastrophenflug 232“ und wurde auch für eine Folge der amerikanischen Fernsehserie „Seconds From Disaster“ verwendet, in welcher der Unfall ausführlich analysiert wurde. Auch die Dokuserie Mayday – Alarm im Cockpit widmete sich dem Unglück in der 11ten Staffel.
Jerry Schemmel veröffentlichte seine Erlebnisse zusammen mit Kevin Simpson  in Chosen to Live: The Inspiring Story of Flight 232 Survivor Jerry Schemmel  (Victory Pub. Co.,1996; ISBN 978-0-9652086-5-9). Er war als letzter Passagier von der Warteliste aufgerufen worden. Im April 1997 wurden in der deutschen Ausgabe des Magazins Reader’s Digest Auszüge daraus unter dem Titel Der letzte Passagier veröffentlicht. Im Rahmen des 75-jährigen Jubiläums des Magazins wurde der Artikel als „RD-Klassiker“ im Juli 2023 wiederholt.